# کنتا ماتسوموتو
کنتا ماتسوموتو (ژاپنی: 松本 健太؛ زادهٔ ۴ مهٔ ۱۹۹۷) یک بازیکن فوتبال اهل ژاپن است.
از باشگاه‌هایی که در آن بازی کرده‌است می‌توان به باشگاه فوتبال کاشیوا ریسول اشاره کرد.